# Septoria viciae
Septoria viciae är en svampart som först beskrevs av Marie Anne Libert, och fick sitt nu gällande namn av Westend. 1857. Septoria viciae ingår i släktet Septoria och familjen Mycosphaerellaceae.   Inga underarter finns listade i Catalogue of Life.